# 216451 Ірша
216451 Ірша (216451 Irsha) — астероїд головного поясу, відкритий 19 квітня 2009 року. Астероїд названо на честь міста Малина, що розташоване на річці Ірша.